# Bais (Filipinas)
Bais es una ciudad filipina de segunda clase en la provincia de Negros Oriental. Según el censo de 2010, posee una población de 74.722 habitantes. Se encuentra situada a 44,7 kilómetros de la capital provincial, Dumaguete y posee un área total de 316,90 kilómetros cuadrados.

## Gente y cultura

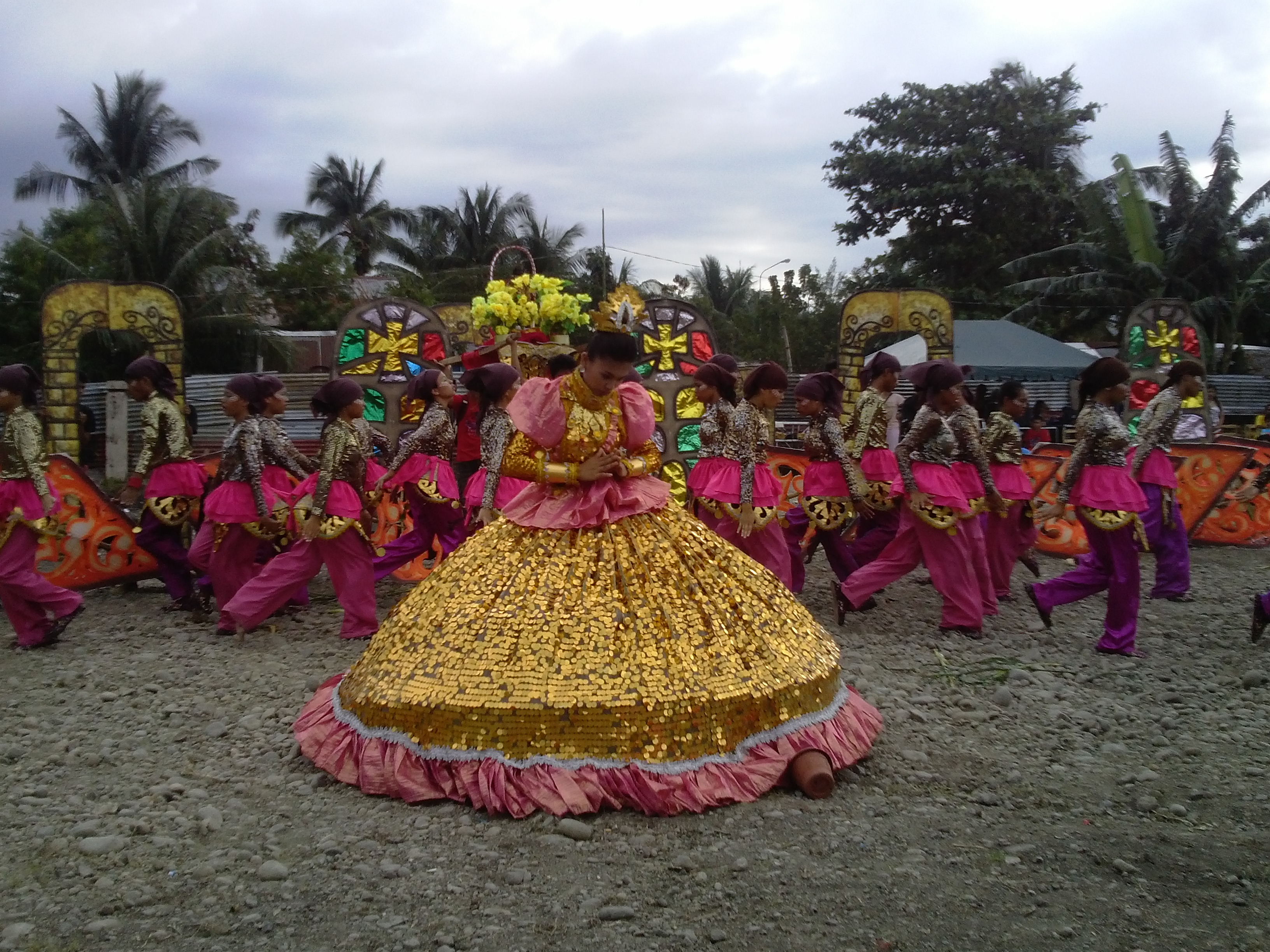
Concursantes de bailarinas en el Festival Sipong de la ciudad.

### Demografía
La religión principal de Bais es el catolicismo.

### Cultura
Una fiesta anual se lleva a cabo cada año el 10 de septiembre en honor al patrón de la ciudad San Nicolás de Tolentino, una celebración surgida durante la época española. Con motivo de esta ocasión, la mayoría de los residentes preparan comida para todos los que visitan el lugar. Esta es una tradición practicada no sólo en Bais, sino en la mayoría de las ciudades de Filipinas. Más tarde, a la festividad se incluyeron vistosas marchas y cabalgatas.

### Industria y lengua
Bais, ha sido centro de un antiguo centro de "Azucarera"; posiblemente junto a "Cerveza San Miguel" las dos compañías filipinas más representativas. El hecho de que el dueño de estas empresas, aún a mitad del siglo XX impulsase el español como lengua común de trabajo, hace que la microcomunidad hispanohablante nativa de Bais sea probablemente la más activa de toda filipinas, con una población estimada de unas 100 personas (fuente: http://filipinokastila.tripod.com)

## Barangayes
Bais está políticamente subdividida en 35 barangays.
| - Barangay I (Pob.) - Barangay II (Pob.) - Basak - Biñohon - Cabanlutan - Calasga-an - Cambagahan - Cambaguio - Cambanjao - Cambuilao - Canlargo - Capiñahan | - Consolación - Dansulan - Hangyad - La Paz - Lo-oc - Lonoy - Mabunao - Manlipac - Mansangaban - Okiot - Olympia - Panala-an | - Panam-angan - Rosario - Sab-ahan - San Isidro - Katacgahan (Tacgahan) - Tagpo - Talungon - Tamisu - Tamogong - Tangculogan - Valencia |